# Pop-Port

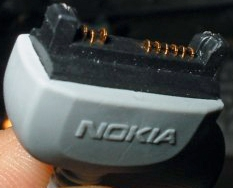
Connecteur Pop-Port d'un Nokia HS-5

Le Pop-Port est une interface de connexion disponible pour certains téléphones GSM Nokia. Le port est constitué de 14 contacts métalliques qui transfèrent les signaux entre le téléphone mobile et les périphériques : systèmes mains libres, haut-parleurs stéréo, câbles USB, chargeurs de batterie.

## Branchements possibles sur Pop-Port
- Appareil photo digital
- Radio FM
- Oreillette
- Câble USB
- Adaptateur pour casque 3.5mm

## Connectique
| Numéro | Abréviation    | Description                                                                  |
| ------ | -------------- | ---------------------------------------------------------------------------- |
| 1      | Vin            | Entrée (+) chargeur                                                          |
| 2      | GND            | Masse (-) chargeur                                                           |
| 3      | ACI            | Accessory Control Interface (par exemple reconnaissance du kit mains libres) |
| 4      | Vout/VDD+      | Sortie +5V (par exemple alimentation du kit mains libres)                    |
| 5      | USB Vbus       | Alimentation USB (USB Vcc +5V). Reconnaissance de présence de l'USB          |
| 6      | FBus Rx/USB D+ | USB Données (+)                                                              |
| 7      | FBus Tx/USB D- | USB Données (-)                                                              |
| 8      | GND            | Masse                                                                        |
| 9      | X Mic-         | Micro (-)                                                                    |
| 10     | X Mic+         | Micro (+)                                                                    |
| 11     | HS Ear L-      | Haut-parleur Gauche (-)                                                      |
| 12     | HS Ear L+      | Haut-parleur Gauche (+)                                                      |
| 13     | HS Ear R-      | Haut-parleur Droit (-), si stéréo                                            |
| 14     | HS Ear R+      | Haut-parleur Droit (+), si stéréo                                            |

## GSM avec cette interface
| - Nokia 2280 - Nokia 3100 - Nokia 3200 - Nokia 3220 - Nokia 3230 - Nokia 3250 - Nokia 3300 - Nokia 3510i - Nokia 5140i - Nokia 5500 - Nokia 6021 - Nokia 6070 - Nokia 6086 - Nokia 6101 - Nokia 6102 - Nokia 6103 - Nokia 6125 - Nokia 6126 |  | - Nokia 6131 - Nokia 6220 - Nokia 6225 - Nokia 6230 - Nokia 6230i - Nokia 6233 - Nokia 6235 - Nokia 6260 - Nokia 6265 - Nokia 6270 - Nokia 6280 - Nokia 6620 - Nokia 6610i - Nokia 6630 - Nokia 6680 - Nokia 6681 - Nokia 6682 - Nokia 6800 - Nokia 7250i - Nokia 7360 - Nokia 7370 - Nokia 7373 - Nokia 7600 - Nokia 7710 - Nokia 9300 - Nokia 9500 |  | - Nokia E50 - Nokia E60 - Nokia E61 - Nokia E61i - Nokia E65 - Nokia E70 - Nokia N70 - Nokia N71 - Nokia N72 - Nokia N73 - Nokia N80 - Nokia N90 - Nokia N92 - Nokia N93 |